# Världscupen i skidskytte 2021/2022
Världscupen i skidskytte 2021/2022 inleddes den 27 november 2021 i Östersund i Sverige och avslutades den 20 mars 2022 i Oslo i Norge.

## Tävlingsprogram och resultat

### Damer

#### Individuella tävlingar
| Nr                                          | Datum            | Ort        | Disciplin        | 1:a plats               | 1:a plats | 2:a plats               | 2:a plats | 3:e plats               | 3:e plats | Ref.   |
| ------------------------------------------- | ---------------- | ---------- | ---------------- | ----------------------- | --------- | ----------------------- | --------- | ----------------------- | --------- | ------ |
|                                             |                  |            |                  |                         |           |                         |           |                         |           |        |
| 1                                           | 27 november 2021 | Östersund  | 15 km distans    | Markéta Davidová        | 42.43,5 0 | Lisa Theresa Hauser     | +1.17,7 1 | Denise Herrmann         | +1.23,0 1 | [ 3 ]  |
| 2                                           | 28 november 2021 | Östersund  | 7,5 km sprint    | Hanna Öberg             | 19.01,5 0 | Anaïs Chevalier-Bouchet | +11,3 0   | Marte Olsbu Røiseland   | +15,4 1   | [ 4 ]  |
| 3                                           | 2 december 2021  | Östersund  | 7,5 km sprint    | Lisa Theresa Hauser     | 19.30,2 0 | Elvira Öberg            | +12,5 2   | Hanna Sola              | +14,4 1   | [ 5 ]  |
| 4                                           | 4 december 2021  | Östersund  | 10 km jaktstart  | Marte Olsbu Røiseland   | 32.20,6 1 | Anaïs Bescond           | +4,8 0    | Anaïs Chevalier-Bouchet | +7,0 1    | [ 6 ]  |
| 5                                           | 10 december 2021 | Hochfilzen | 7,5 km sprint    | Hanna Sola              | 20.01,0 0 | Justine Braisaz-Bouchet | +46,0 2   | Marte Olsbu Røiseland   | +50,6 0   | [ 7 ]  |
| 6                                           | 12 december 2021 | Hochfilzen | 10 km jaktstart  | Marte Olsbu Røiseland   | 30.04,1 1 | Hanna Sola              | +4,1 3    | Elvira Öberg            | +23,3 1   | [ 8 ]  |
| 7                                           | 16 december 2021 | Annecy     | 7,5 km sprint    | Marte Olsbu Røiseland   | 20.22,0 0 | Anaïs Bescond           | +15,4 0   | Elvira Öberg            | +16,1 2   | [ 9 ]  |
| 8                                           | 18 december 2021 | Annecy     | 10 km jaktstart  | Elvira Öberg            | 29.27,0 2 | Julia Simon             | +4,2 1    | Hanna Öberg             | +11,6 2   | [ 10 ] |
| 9                                           | 19 december 2021 | Annecy     | 12,5 km masstart | Elvira Öberg            | 35.21,7 2 | Julia Simon             | +10,7 2   | Kristina Reztsova       | +12,1 2   | [ 11 ] |
|                                             |                  |            |                  |                         |           |                         |           |                         |           |        |
| 10                                          | 7 januari 2022   | Oberhof    | 7,5 km sprint    | Marte Olsbu Røiseland   | 23.30,1 1 | Hanna Sola (delad 2:a)  | +7,1 2    | Julia Simon (delad 2:a) | +7,1 1    | [ 12 ] |
| 11                                          | 9 januari 2022   | Oberhof    | 10 km jaktstart  | Marte Olsbu Røiseland   | 33.18,8 2 | Hanna Öberg             | +33,4 2   | Dzinara Alimbekava      | +42,7 2   | [ 13 ] |
| 12                                          | 12 januari 2022  | Ruhpolding | 7,5 km sprint    | Elvira Öberg            | 19.45,2 0 | Marte Olsbu Røiseland   | +21,6 0   | Dorothea Wierer         | +29,7 0   | [ 14 ] |
| 13                                          | 16 januari 2022  | Ruhpolding | 10 km jaktstart  | Marte Olsbu Røiseland   | 30.55,0 0 | Elvira Öberg            | +20,8 2   | Hanna Öberg             | +32,4 1   | [ 15 ] |
| 14                                          | 21 januari 2022  | Antholz    | 15 km distans    | Justine Braisaz-Bouchet | 42.20,6 1 | Julia Simon             | +51,1 2   | Mona Brorsson           | +1.37,2 2 | [ 16 ] |
| 15                                          | 23 januari 2022  | Antholz    | 12,5 km masstart | Dorothea Wierer         | 35.58,7 2 | Dzinara Alimbekava      | +3,7 1    | Anaïs Chevalier-Bouchet | +11,6 1   | [ 17 ] |
|                                             |                  |            |                  |                         |           |                         |           |                         |           |        |
| Olympiska vinterspelen 2022 (4–20 februari) |                  |            |                  |                         |           |                         |           |                         |           |        |
|                                             |                  |            |                  |                         |           |                         |           |                         |           |        |
| 16                                          | 5 mars 2022      | Kontiolax  | 7,5 km sprint    | Denise Herrmann         | 20.08,6 1 | Tiril Eckhoff           | +5,0 1    | Stina Nilsson           | +5,2 1    | [ 18 ] |
| 17                                          | 6 mars 2022      | Kontiolax  | 10 km jaktstart  | Tiril Eckhoff           | 31.40,8 2 | Dorothea Wierer         | +15,9 0   | Denise Herrmann         | +19,5 2   | [ 19 ] |
| 18                                          | 11 mars 2022     | Otepää     | 7,5 km sprint    | Julia Simon             | 20.45,8 1 | Vanessa Voigt           | +11,0 0   | Karoline Knotten        | +12,8 0   | [ 20 ] |
| 19                                          | 12 mars 2022     | Otepää     | 12,5 km masstart | Elvira Öberg            | 34.41,6 1 | Denise Herrmann         | +4,5 2    | Marte Olsbu Røiseland   | +4,8 1    | [ 21 ] |
| 20                                          | 18 mars 2022     | Oslo       | 7,5 km sprint    | Tiril Eckhoff           | 21.28,3 1 | Lisa Theresa Hauser     | +7,0 0    | Marte Olsbu Røiseland   | +9,4 1    | [ 22 ] |
| 21                                          | 19 mars 2022     | Oslo       | 10 km jaktstart  | Tiril Eckhoff           | 29.55,7 2 | Marte Olsbu Røiseland   | +24,9 2   | Paulína Fialková        | +50,5 0   | [ 23 ] |
| 22                                          | 20 mars 2022     | Oslo       | 12,5 km masstart | Justine Braisaz-Bouchet | 35.20,8 2 | Franziska Preuß         | +7,8 2    | Marte Olsbu Røiseland   | +8,6 2    | [ 24 ] |

#### Lagtävlingar
| Nr | Datum            | Ort        | Disciplin        | 1:a plats                                                                             | 1:a plats        | 2:a plats                                                                            | 2:a plats    | 3:e plats                                                                               | 3:e plats      | Ref.   |  |
| -- | ---------------- | ---------- | ---------------- | ------------------------------------------------------------------------------------- | ---------------- | ------------------------------------------------------------------------------------ | ------------ | --------------------------------------------------------------------------------------- | -------------- | ------ |  |
|    |                  |            |                  |                                                                                       |                  |                                                                                      |              |                                                                                         |                |        |  |
| 1  | 5 december 2021  | Östersund  | 4 x 6 km stafett | Frankrike Anaïs Bescond Anaïs Chevalier-Bouchet Julia Simon Justine Braisaz-Bouchet   | 1:10.30,3 (0+4)  | Belarus Iryna Lesjtjanka Dzinara Alimbekava Jelena Krutjinkina Hanna Sola            | +57,9 (0+6)  | Sverige Linn Persson Mona Brorsson Elvira Öberg Hanna Öberg                             | +1.09,6 (2+11) | [ 25 ] |  |
| 2  | 11 december 2021 | Hochfilzen | 4 x 6 km stafett | Sverige Linn Persson Anna Magnusson Elvira Öberg Hanna Öberg                          | 1:13.52,5 (1+8)  | Ryssland Valerija Vasnetsova Svetlana Mironova Uljana Nigmatullina Kristina Reztsova | +29,1 (0+10) | Frankrike Anaïs Bescond Anaïs Chevalier-Bouchet Chloé Chevalier Justine Braisaz-Bouchet | +59,2 (0+14)   | [ 26 ] |  |
| 3  | 14 januari 2022  | Ruhpolding | 4 x 6 km stafett | Frankrike Anaïs Chevalier-Bouchet Chloé Chevalier Justine Braisaz-Bouchet Julia Simon | 1:10.50,0 (0+4)  | Sverige Johanna Skottheim Stina Nilsson Mona Brorsson Anna Magnusson                 | +35,1 (0+2)  | Ryssland Valerija Vasnetsova Svetlana Mironova Irina Kazakevitj Kristina Reztsova       | +1.12,2 (0+6)  | [ 27 ] |  |
| 4  | 22 januari 2022  | Antholz    | 4 x 6 km stafett | Norge Karoline Knotten Tiril Eckhoff Ida Lien Ingrid Landmark Tandrevold              | 1:12.54,1 (1+10) | Ryssland Valerija Vasnetsova Kristina Reztsova Irina Kazakevitj Uljana Nigmatullina  | +24,6 (3+12) | Frankrike Chloé Chevalier Justine Braisaz-Bouchet Paula Botet Anaïs Bescond             | +32,6 (0+13)   | [ 28 ] |  |
| 5  | 3 mars 2022      | Kontiolax  | 4 x 6 km stafett | Norge Marte Olsbu Røiseland Tiril Eckhoff Ida Lien Ingrid Landmark Tandrevold         | 1:09.48,1 (0+4)  | Sverige Linn Persson Anna Magnusson Hanna Öberg Elvira Öberg                         | +37,7 (0+8)  | Italien Samuela Comola Dorothea Wierer Federica Sanfilippo Lisa Vittozzi                | +1.00,2 (0+7)  | [ 29 ] |  |

### Herrar

#### Individuella tävlingar
| Nr                                          | Datum            | Ort        | Disciplin         | 1:a plats                  | 1:a plats | 2:a plats                  | 2:a plats | 3:e plats                  | 3:e plats | Ref.   |
| ------------------------------------------- | ---------------- | ---------- | ----------------- | -------------------------- | --------- | -------------------------- | --------- | -------------------------- | --------- | ------ |
|                                             |                  |            |                   |                            |           |                            |           |                            |           |        |
| 1                                           | 27 november 2021 | Östersund  | 20 km distans     | Sturla Holm Lægreid        | 51.04,0 0 | Tarjei Bø                  | +59,2 2   | Simon Desthieux            | +1.00,6 2 | [ 30 ] |
| 2                                           | 28 november 2021 | Östersund  | 10 km sprint      | Sebastian Samuelsson       | 22.33,5 0 | Vetle Sjåstad Christiansen | +11,8 0   | Johannes Thingnes Bø       | +12,2 0   | [ 31 ] |
| 3                                           | 2 december 2021  | Östersund  | 10 km sprint      | Sebastian Samuelsson       | 22.58,7 1 | Émilien Jacquelin          | +18,0 1   | Quentin Fillon Maillet     | +21,5 1   | [ 32 ] |
| 4                                           | 5 december 2021  | Östersund  | 12,5 km jaktstart | Vetle Sjåstad Christiansen | 30.14,8 1 | Sebastian Samuelsson       | +9,8 4    | Émilien Jacquelin          | +11,0 3   | [ 33 ] |
| 5                                           | 10 december 2021 | Hochfilzen | 10 km sprint      | Johannes Kühn              | 26.05,0 1 | Martin Ponsiluoma          | +14,3 1   | Anton Smolski              | +20,5 0   | [ 34 ] |
| 6                                           | 11 december 2021 | Hochfilzen | 12,5 km jaktstart | Quentin Fillon Maillet     | 33.52,0 1 | Émilien Jacquelin          | +32,1 1   | Sebastian Samuelsson       | +38,2 2   | [ 35 ] |
| 7                                           | 17 december 2021 | Annecy     | 10 km sprint      | Johannes Thingnes Bø       | 23.30,3 0 | Eduard Latypov             | +7,2 0    | Filip Fjeld Andersen       | +18,2 0   | [ 36 ] |
| 8                                           | 18 december 2021 | Annecy     | 12,5 km jaktstart | Quentin Fillon Maillet     | 30.58,3 0 | Eduard Latypov             | +16,1 2   | Vetle Sjåstad Christiansen | +16,2 0   | [ 37 ] |
| 9                                           | 19 december 2021 | Annecy     | 15 km masstart    | Émilien Jacquelin          | 35.54,8 1 | Quentin Fillon Maillet     | +3,5 2    | Tarjei Bø                  | +10,3 1   | [ 38 ] |
|                                             |                  |            |                   |                            |           |                            |           |                            |           |        |
| 10                                          | 7 januari 2022   | Oberhof    | 10 km sprint      | Aleksandr Loginov          | 27.00,8 1 | Émilien Jacquelin          | +6,5 2    | Sturla Holm Lægreid        | +15,1 1   | [ 39 ] |
| 11                                          | 9 januari 2022   | Oberhof    | 12,5 km jaktstart | Quentin Fillon Maillet     | 36.48,3 2 | Sebastian Samuelsson       | +9,9 1    | Tarjei Bø                  | +15,6 3   | [ 40 ] |
| 12                                          | 13 januari 2022  | Ruhpolding | 10 km sprint      | Quentin Fillon Maillet     | 23.23,7 0 | Benedikt Doll              | +7,2 0    | Anton Smolski              | +32,1 1   | [ 41 ] |
| 13                                          | 16 januari 2022  | Ruhpolding | 12,5 km jaktstart | Quentin Fillon Maillet     | 31.30,6 2 | Aleksandr Loginov          | +8,8 1    | Anton Smolski              | +13,1 2   | [ 42 ] |
| 14                                          | 20 januari 2022  | Antholz    | 20 km distans     | Anton Babikov              | 49.46,8 0 | Tarjei Bø                  | +9,7 2    | Said Karimulla Chalili     | +48,5 1   | [ 43 ] |
| 15                                          | 22 januari 2022  | Antholz    | 15 km masstart    | Benedikt Doll              | 37.14,9 1 | Johannes Thingnes Bø       | +31,3 3   | Sturla Holm Lægreid        | +1.28,8 3 | [ 44 ] |
|                                             |                  |            |                   |                            |           |                            |           |                            |           |        |
| Olympiska vinterspelen 2022 (4–20 februari) |                  |            |                   |                            |           |                            |           |                            |           |        |
|                                             |                  |            |                   |                            |           |                            |           |                            |           |        |
| 16                                          | 5 mars 2022      | Kontiolax  | 10 km sprint      | Quentin Fillon Maillet     | 23.21,0 0 | Filip Fjeld Andersen       | +18,3 0   | Johannes Kühn              | +29,7 1   | [ 45 ] |
| 17                                          | 6 mars 2022      | Kontiolax  | 12,5 km jaktstart | Quentin Fillon Maillet     | 32.55,0 1 | Erik Lesser                | +8,2 0    | Lukas Hofer                | +8,8 1    | [ 46 ] |
| 18                                          | 10 mars 2022     | Otepää     | 10 km sprint      | Quentin Fillon Maillet     | 22.27,4 0 | Sturla Holm Lægreid        | +7,2 0    | Benedikt Doll              | +11,1 0   | [ 47 ] |
| 19                                          | 12 mars 2022     | Otepää     | 15 km masstart    | Vetle Sjåstad Christiansen | 34.29,6 0 | Quentin Fillon Maillet     | +5,9 1    | Sivert Guttorm Bakken      | +15,5 1   | [ 48 ] |
| 20                                          | 18 mars 2022     | Oslo       | 10 km sprint      | Sturla Holm Lægreid        | 25.27,1 0 | Quentin Fillon Maillet     | +22,4 0   | Sebastian Samuelsson       | +26,5 0   | [ 49 ] |
| 21                                          | 19 mars 2022     | Oslo       | 12,5 km jaktstart | Erik Lesser                | 32.03,8 0 | Quentin Fillon Maillet     | +9,4 1    | Sturla Holm Lægreid        | +22,7 3   | [ 50 ] |
| 22                                          | 20 mars 2022     | Oslo       | 15 km masstart    | Sivert Guttorm Bakken      | 38.31,2 0 | Sturla Holm Lægreid        | +0,5 2    | Émilien Jacquelin          | +13,4 2   | [ 51 ] |

#### Lagtävlingar
| Nr | Datum            | Ort        | Disciplin          | 1:a plats                                                                                       | 1:a plats       | 2:a plats                                                                        | 2:a plats      | 3:e plats                                                                            | 3:e plats     | Ref.   |  |
| -- | ---------------- | ---------- | ------------------ | ----------------------------------------------------------------------------------------------- | --------------- | -------------------------------------------------------------------------------- | -------------- | ------------------------------------------------------------------------------------ | ------------- | ------ |  |
|    |                  |            |                    |                                                                                                 |                 |                                                                                  |                |                                                                                      |               |        |  |
| 1  | 4 december 2021  | Östersund  | 4 x 7,5 km stafett | Norge Sivert Guttorm Bakken Tarjei Bø Johannes Thingnes Bø Vetle Sjåstad Christiansen           | 1:14.09,3 (0+4) | Frankrike Fabien Claude Émilien Jacquelin Simon Desthieux Quentin Fillon Maillet | +11,2 (0+8)    | Ryssland Said Karimulla Chalili Daniil Serochvostov Aleksandr Loginov Eduard Latypov | +45,9 (1+9)   | [ 52 ] |  |
| 2  | 12 december 2021 | Hochfilzen | 4 x 7,5 km stafett | Norge Sturla Holm Lægreid Tarjei Bø Johannes Thingnes Bø Vetle Sjåstad Christiansen             | 1:14.34,8 (0+5) | Frankrike Fabien Claude Simon Desthieux Émilien Jacquelin Quentin Fillon Maillet | +21,2 (0+8)    | Ryssland Vasilij Tomsjin Daniil Serochvostov Aleksandr Loginov Eduard Latypov        | +47,3 (1+9)   | [ 53 ] |  |
| 3  | 15 januari 2022  | Ruhpolding | 4 x 7,5 km stafett | Ryssland Said Karimulla Chalili Daniil Serochvostov Aleksandr Loginov Maksim Tsvetkov           | 1:11.06,1 (0+4) | Tyskland Erik Lesser Roman Rees Benedikt Doll Philipp Nawrath                    | +7,0 (0+2)     | Belarus Mikita Labastau Dzmitryj Lazouski Maksim Varabei Anton Smolski               | +23,0 (0+6)   | [ 54 ] |  |
| 4  | 23 januari 2022  | Antholz    | 4 x 7,5 km stafett | Norge Sturla Holm Lægreid Tarjei Bø Johannes Thingnes Bø Vetle Sjåstad Christiansen             | 1:12.14,7 (0+4) | Ryssland Anton Babikov Daniil Serochvostov Aleksandr Loginov Eduard Latypov      | +1.57,2 (1+12) | Tyskland Roman Rees Philipp Horn David Zobel Lucas Fratzscher                        | +2.04,4 (0+4) | [ 55 ] |  |
| 5  | 4 mars 2022      | Kontiolax  | 4 x 7,5 km stafett | Norge Sivert Guttorm Bakken Filip Fjeld Andersen Sturla Holm Lægreid Vetle Sjåstad Christiansen | 1:12.06,1 (0+7) | Sverige Peppe Femling Jesper Nelin Martin Ponsiluoma Sebastian Samuelsson        | +10,6 (0+10)   | Frankrike Antonin Guigonnat Émilien Jacquelin Simon Desthieux Quentin Fillon Maillet | +12,4 (0+7)   | [ 56 ] |  |

### Mixade lag
| Nr | Datum          | Ort     | Disciplin             | 1:a plats                                                                                       | 1:a plats       | 2:a plats                                                           | 2:a plats    | 3:e plats                                                                                | 3:e plats      | Ref.   |  |
| -- | -------------- | ------- | --------------------- | ----------------------------------------------------------------------------------------------- | --------------- | ------------------------------------------------------------------- | ------------ | ---------------------------------------------------------------------------------------- | -------------- | ------ |  |
|    |                |         |                       |                                                                                                 |                 |                                                                     |              |                                                                                          |                |        |  |
| 1  | 8 januari 2022 | Oberhof | 4 x 7,5 km mixstafett | Norge Tarjei Bø Johannes Thingnes Bø Ingrid Landmark Tandrevold Marte Olsbu Røiseland           | 1:28.51,4 (0+6) | Belarus Mikita Labastau Anton Smolski Dzinara Alimbekava Hanna Sola | +23,1 (0+5)  | Frankrike Antonin Guigonnat Simon Desthieux Anaïs Bescond Julia Simon                    | +2.01,3 (0+11) | [ 57 ] |  |
| 2  | 8 januari 2022 | Oberhof | Singelmixstafett      | Ryssland Anton Babikov Kristina Reztsova                                                        | 41.37,1 (1+12)  | Österrike Simon Eder Lisa Theresa Hauser                            | +41,5 (1+13) | Ukraina Artjom Tysjtjenko Darja Blasjko                                                  | +1.03,6 (0+12) | [ 58 ] |  |
| 3  | 13 mars 2022   | Otepää  | 4 x 7,5 km mixstafett | Norge Sivert Guttorm Bakken Vetle Sjåstad Christiansen Tiril Eckhoff Ingrid Landmark Tandrevold | 1:19.39,3 (0+7) | Sverige Jesper Nelin Martin Ponsiluoma Linn Persson Elvira Öberg    | +22,5 (0+8)  | Frankrike Simon Desthieux Quentin Fillon Maillet Chloé Chevalier Justine Braisaz-Bouchet | +34,6 (0+6)    | [ 59 ] |  |
| 4  | 13 mars 2022   | Otepää  | Singelmixstafett      | Norge Sturla Holm Lægreid Marte Olsbu Røiseland                                                 | 34.12,8 (0+1)   | Sverige Sebastian Samuelsson Hanna Öberg                            | +12,4 (0+4)  | Tyskland Erik Lesser Franziska Preuß                                                     | +17,9 (0+4)    | [ 60 ] |  |

## Världscupställning

### Damer
| Placering | efter alla 22 tävlingar | Poäng |
| --------- | ----------------------- | ----- |
| 1.        | Marte Olsbu Røiseland   | 957   |
| 2.        | Elvira Öberg            | 823   |
| 3.        | Lisa Theresa Hauser     | 684   |
| 4.        | Hanna Öberg             | 661   |
| 5.        | Anaïs Chevalier-Bouchet | 642   |

| Placering | efter alla 22 tävlingar | Poäng |
| --------- | ----------------------- | ----- |
| 1.        | Elvira Öberg            | 823   |
| 2.        | Markéta Davidová        | 560   |
| 3.        | Vanessa Voigt           | 522   |
| 4.        | Irina Kazakevitj        | 189   |
| 5.        | Ida Lien                | 187   |

| Placering | efter alla 2 tävlingar | Poäng |
| --------- | ---------------------- | ----- |
| 1.        | Markéta Davidová       | 98    |
| 2.        | Lisa Theresa Hauser    | 86    |
| 3.        | Dzinara Alimbekava     | 79    |
| 4.        | Mona Brorsson          | 78    |
| 5.        | Uljana Nigmatullina    | 71    |

| Placering | efter alla 9 tävlingar  | Poäng |
| --------- | ----------------------- | ----- |
| 1.        | Marte Olsbu Røiseland   | 412   |
| 2.        | Elvira Öberg            | 340   |
| 3.        | Hanna Öberg             | 306   |
| 4.        | Lisa Theresa Hauser     | 300   |
| 5.        | Anaïs Chevalier-Bouchet | 289   |

| Placering | efter alla 7 tävlingar  | Poäng |
| --------- | ----------------------- | ----- |
| 1.        | Marte Olsbu Røiseland   | 380   |
| 2.        | Elvira Öberg            | 300   |
| 3.        | Hanna Öberg             | 262   |
| 4.        | Anaïs Chevalier-Bouchet | 240   |
| 5.        | Lisa Theresa Hauser     | 222   |

| Placering | efter alla 4 tävlingar     | Poäng |
| --------- | -------------------------- | ----- |
| 1.        | Justine Braisaz-Bouchet    | 162   |
| 2.        | Elvira Öberg               | 160   |
| 3.        | Dorothea Wierer            | 152   |
| 4.        | Marte Olsbu Røiseland      | 134   |
| 5.        | Ingrid Landmark Tandrevold | 120   |

| Placering | efter alla 5 tävlingar | Poäng |
| --------- | ---------------------- | ----- |
| 1.        | Sverige                | 243   |
| 2.        | Norge                  | 235   |
| 3.        | Frankrike              | 216   |
| 4.        | Tyskland               | 203   |
| 5.        | Italien                | 195   |

| Placering | efter alla 20 tävlingar | Poäng |
| --------- | ----------------------- | ----- |
| 1.        | Norge                   | 6 856 |
| 2.        | Sverige                 | 6 765 |
| 3.        | Frankrike               | 6 572 |
| 4.        | Tyskland                | 6 402 |
| 5.        | Tjeckien                | 5 488 |

### Herrar
| Placering | efter alla 22 tävlingar    | Poäng |
| --------- | -------------------------- | ----- |
| 1.        | Quentin Fillon Maillet     | 984   |
| 2.        | Sturla Holm Lægreid        | 736   |
| 3.        | Sebastian Samuelsson       | 717   |
| 4.        | Émilien Jacquelin          | 708   |
| 5.        | Vetle Sjåstad Christiansen | 706   |

| Placering | efter alla 22 tävlingar | Poäng |
| --------- | ----------------------- | ----- |
| 1.        | Sturla Holm Lægreid     | 736   |
| 2.        | Sebastian Samuelsson    | 717   |
| 3.        | Sivert Guttorm Bakken   | 553   |
| 4.        | Filip Fjeld Andersen    | 403   |
| 5.        | Said Karimulla Chalili  | 222   |

| Placering | efter alla 2 tävlingar | Poäng |
| --------- | ---------------------- | ----- |
| 1.        | Tarjei Bø              | 108   |
| 2.        | Sturla Holm Lægreid    | 100   |
| 3.        | Simon Desthieux        | 86    |
| 4.        | Johannes Thingnes Bø   | 83    |
| 5.        | Fabien Claude          | 64    |

| Placering | efter alla 9 tävlingar     | Poäng |
| --------- | -------------------------- | ----- |
| 1.        | Quentin Fillon Maillet     | 402   |
| 2.        | Sebastian Samuelsson       | 340   |
| 3.        | Sturla Holm Lægreid        | 284   |
| 4.        | Émilien Jacquelin          | 283   |
| 5.        | Vetle Sjåstad Christiansen | 274   |

| Placering | efter alla 7 tävlingar     | Poäng |
| --------- | -------------------------- | ----- |
| 1.        | Quentin Fillon Maillet     | 379   |
| 2.        | Sebastian Samuelsson       | 282   |
| 3.        | Erik Lesser                | 253   |
| 4.        | Émilien Jacquelin          | 244   |
| 5.        | Vetle Sjåstad Christiansen | 217   |

| Placering | efter alla 4 tävlingar     | Poäng |
| --------- | -------------------------- | ----- |
| 1.        | Sivert Guttorm Bakken      | 182   |
| 2.        | Quentin Fillon Maillet     | 178   |
| 3.        | Vetle Sjåstad Christiansen | 165   |
| 4.        | Sturla Holm Lægreid        | 153   |
| 5.        | Émilien Jacquelin          | 142   |

| Placering | efter alla 5 tävlingar | Poäng |
| --------- | ---------------------- | ----- |
| 1.        | Norge                  | 276   |
| 2.        | Frankrike              | 239   |
| 3.        | Tyskland               | 231   |
| 4.        | Ryssland               | 210   |
| 5.        | Sverige                | 188   |

| Placering | efter alla 20 tävlingar | Poäng |
| --------- | ----------------------- | ----- |
| 1.        | Norge                   | 7 277 |
| 2.        | Frankrike               | 6 954 |
| 3.        | Tyskland                | 6 707 |
| 4.        | Sverige                 | 5 851 |
| 5.        | Italien                 | 5 475 |

### Mixade lag
Singel-/mixstafett
| Placering | efter alla 4 tävlingar | Poäng |
| --------- | ---------------------- | ----- |
| 1.        | Norge                  | 205   |
| 2.        | Sverige                | 191   |
| 3.        | Frankrike              | 169   |
| 4.        | Tyskland               | 165   |
| 5.        | Österrike              | 154   |